# Jean Marais
Jean-Alfred Villain-Marais (Cherbourg, 11 de dezembro de 1913 — Cannes, 8 de novembro de 1998) foi um ator e diretor francês.

## Biografia
Jean Marais (pronúncia em francês: [ʒɑ̃ maʁɛ]) nasceu em Cherbourg, na Baixa-Normandia, filho de um veterinário e de uma dona de casa, excêntrica e cleptomaníaca. Tendo-lhe morrido recentemente uma filha com dois anos de idade, a mãe ficou muito decepcionada por lhe ter nascido um rapaz. Para compensar esse desgosto, até aos 6 ou 7 anos, vestiria Jean de menina, dando-lhe bonecas para brincar.
Ficou conhecido por ser o protagonista de alguns filmes dirigidos por Jean Cocteau. Dentre os mais famosos destacam-se A Bela e o Monstro (1946) e Orfeu (1950). Marais interpretou cerca de 100 personagens em filmes de cinema e televisão. Também escreveu, pintou e esculpiu.

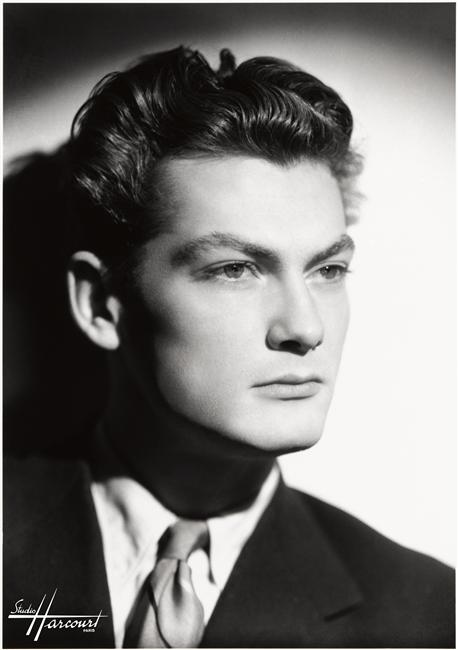
Marais em 1942

Na década de 1950, Marais protagonizou muitos filmes de capa e espada, angariando grande popularidade na França. Ele mesmo fazia as arriscadas cenas de açção, que normalmente teriam ficado a cargo de duplos. Na década seguinte, ele interpretou o famoso vilão Fantômas numa trilogia de cinema iniciada em 1964. Em 1963, foi jurado do Terceiro Festival Internacional de Cinema de Moscou.
Após a década de 1970, os trabalhos de Marais no cinema rarearam, preferindo actuar no teatro. Manteve-se activo nos palcos até os oitenta anos, quando então fez trabalhos também como escultor. A escultura "Le passe muraille" pode ser apreciada no bairro parisiense de Montmatre. Em 1985, ele liderou o juri do 35º Festival Internacional de Berlim.
Em 1995 protagonizou o documentário "Screening at the Majestic", que foi incluido no DVD de 2003 do filme restaurado La Belle et la Bête. Marais aparece na capa do disco de The Smiths, This Charming Man.
Em 1994 foi-lhe diagnosticado um mieloma, que o foi enfraquecendo e limitando nos anos seguintes. Em 8 de Novembro de 1998, Marais morreu de um edema pulmonar agudo em Cannes. Foi sepultado no Cemitério Vallauris.

## Vida pessoal
Jean Marais conheceu Jean Cocteau na primavera de 1937, quando actuou na peça Édipo-Rei daquele. Cocteau logo se apaixonou pelo jovem actor e tornaram-se amantes. Com o passar do tempo, a paixão esmoreceu por parte de Marais, mas ficaram amigos para o resto da vida. 
Marais preferia amantes mais jovens, que procurava e arranjava facilmente, devido à sua crescente visibilidade como estrela de cinema e ao seu físico atlético. De 1949 a 1959 foi amante de George Reich, bailarino norte-americano que vivia em Paris.

Apesar de predominantemente homossexual, entre 1942 e 1946 terá tido um caso amoroso com a atriz Mila Parély, mas nunca chegaram a casar-se, contou Marais nas suas memórias, Histoires de ma vie (1975).

Marais homenageou Cocteau com o texto L'Inconcevable Jean Cocteau.

## Filmografia
| Ano  | Título                              | Personagem                            | Diretor               |
| ---- | ----------------------------------- | ------------------------------------- | --------------------- |
| 1933 | Dans les rues                       | não creditado                         | Victor Trivas         |
| 1933 | L'Épervier                          | não creditado                         | Marcel L'Herbier      |
| 1933 | Étienne                             | não creditado                         | Jean Tarride          |
| 1934 | Le Scandale                         |                                       | Marcel L'Herbier      |
| 1934 | L'Aventurier                        | jovem trabalhador                     | Marcel L'Herbier      |
| 1934 | Le Bonheur                          | não creditado                         | Marcel L'Herbier      |
| 1936 | Les Hommes nouveaux                 | the office clerk                      | Marcel L'Herbier      |
| 1936 | Nuits de feu                        | uncredited                            | Marcel L'Herbier      |
| 1937 | Abus de confiance                   | Marais                                | Henri Decoin          |
| 1937 | Bizarre, Bizarre                    | não creditado                         | Marcel Carné          |
| 1941 | Le Pavillon brûle                   | Daniel                                | Jacques de Baroncelli |
| 1942 | Le Lit à colonnes                   | Rémi Bonvent                          | Roland Tual           |
| 1943 | L'Éternel retour                    | Patrice                               | Jean Delannoy         |
| 1943 | Voyage sans espoir                  | Alain Ginestier                       | Christian-Jaque       |
| 1945 | Carmen                              | Don José                              | Christian-Jaque       |
| 1946 | Beauty and the Beast (1946)         | A fera / O príncipe / Avenant         | Jean Cocteau          |
| 1947 | The Royalists                       | Marquês de Montauran                  | Henri Calef           |
| 1947 | Ruy Blas                            | Ruy Blas                              | Pierre Billon         |
| 1947 | L'Aigle à deux têtes                | Stanislas                             | Jean Cocteau          |
| 1948 | Aux yeux du souvenir                | Jacques Forester                      | Jean Delannoy         |
| 1948 | Le Secret de Mayerling              | Archduke Rodolphe                     | Jean Delannoy         |
| 1948 | Les Parents terribles               | Michel                                | Jean Cocteau          |
| 1949 | Orphée                              | Orphée                                | Jean Cocteau          |
| 1950 | Le Château de verre                 | Rémy Marsay                           | René Clément          |
| 1950 | Les Miracles n'ont lieu qu'une fois | Jérôme                                | Yves Allégret         |
| 1951 | Nez de cuir                         | Roger de Tainchebraye                 | Yves Allégret         |
| 1952 | L'Amour, Madame                     | aparição especial                     | Gilles Grangier       |
| 1952 | La Maison du silence                | maquis                                | Georg Wilhelm Pabst   |
| 1953 | L'Appel du destin                   | Lorenzo Lombardi                      | Georges Lacombe       |
| 1953 | Les Amants de minuit                | Marcel Dulac                          | Roger Richebé         |
| 1953 | Dortoir des grandes                 | Désiré Marco                          | Henri Decoin          |
| 1953 | Julietta                            | André Landrecourt                     | Marc Allégret         |
| 1954 | The Count of Monte Cristo           | Edmond Dantès / Comte de Monte-Cristo | Robert Vernay         |
| 1954 | Le Guérisseur                       | Dr. Jean Scheffer                     | Yves Ciampi           |
| 1954 | Royal Affairs in Versailles         | Luis XV da França                     | Sacha Guitry          |
| 1955 | Futures vedettes                    | Éric Walter                           | Marc Allégret         |
| 1955 | Napoléon                            | Charles Tristan, Marques de Montholon | Sacha Guitry          |
| 1956 | Goubbiah, mon amour                 | Goubbiah                              | Robert Darène         |
| 1956 | Toute la ville accuse               | François Nérac                        | Claude Boissol        |
| 1956 | Elena et les hommes                 | Général François Rollan               | Jean Renoir           |
| 1956 | Si Paris nous était conté           | Francis I of France                   | Sacha Guitry          |
| 1957 | Typhon sur Nagasaki                 | Pierre Marsac                         | Yves Ciampi           |
| 1957 | S.O.S. Noronha                      | Frédéric Coulibaud                    | Georges Rouquier      |
| 1957 | Amour de poche                      | Jérôme Nordman                        | Pierre Kast           |
| 1957 | La Vie à deux                       | Teddy Brooks                          | Clément Duhour        |
| 1957 | Le Notti bianche                    |                                       | Luchino Visconti      |
| 1957 | La Tour, prends garde !             | Henri La Tour                         | Georges Lampin        |
| 1958 | Chaque jour a son secret            | Xavier Lezcano                        | Claude Boissol        |
| 1959 | Le Bossu                            | Henri de Lagardère                    | André Hunebelle       |
| 1959 | Le Testament d'Orphée               | Oedipe (não creditado)                | Jean Cocteau          |
| 1960 | Austerlitz                          | Lazare Carnot                         | Abel Gance            |
| 1960 | Le Capitan                          | François de Capestan                  | André Hunebelle       |
| 1961 | La Princesse de Clèves              | Principe de Clèves                    | Jean Delannoy         |
| 1961 | Le Capitaine Fracasse               | Capitaine Fracasse                    | Pierre Gaspard-Huit   |
| 1961 | Le Miracle des loups                | Robert de Neuville                    | André Hunebelle       |
| 1961 | Napoléon II l'Aiglon                | Montholon                             | Claude Boissol        |
| 1961 | L'Enlèvement des Sabines            | Marte                                 | Richard Pottier       |
| 1962 | Ponce Pilate                        | Pilatos                               | Gian Paolo Callegari  |
| 1962 | Le Masque de fer                    | d'Artagnan                            | Henri Decoin          |
| 1962 | Les Mystères de Paris               | Rodolphe de Sambreuil                 | André Hunebelle       |
| 1963 | L'honorable Stanislas, agent secret | Stanislas Evariste Dubois             | Jean-Charles Dudrumet |
| 1964 | Patate                              | Noël Carradine                        | Robert Thomas         |
| 1964 | Fantômas                            | Fantômas/Fandor                       | André Hunebelle       |
| 1964 | Thomas l'imposteur                  | Narrador (voz)                        | Georges Franju        |
| 1965 | Le gentleman de Cocody              | Jean-Luc Hervé de la Tommeraye        | Christian-Jaque       |
| 1965 | Pleins feux sur Stanislas           | Stanislas Evariste Dubois             | Jean-Charles Dudrumet |
| 1965 | Train d'enfer                       | Antoine Donadieu                      | Gilles Grangier       |
| 1965 | Fantômas se déchaîne                | Fantômas/Fandor                       | André Hunebelle       |
| 1965 | Le Saint prend l'affût              | Simon Templar                         | Christian-Jaque       |
| 1966 | Sept hommes et une garce            | Dorgeval                              | Bernard Borderie      |
| 1966 | Fantômas contre Scotland Yard       | Fantômas/Fandor                       | André Hunebelle       |
| 1969 | Le Paria                            | Manu                                  | Claude Carliez        |
| 1970 | La Provocation                      | Christian                             | André Charpak         |
| 1970 | Le Jouet criminel                   | protagonista sem nome                 | Adolfo Arrieta        |
| 1970 | Peau d'âne                          | "O primeiro Rei"                      | Jacques Demy          |
| 1976 | Vaincre à Olympie (TV)              | Menesthée                             | Michel Subiela        |
| 1976 | Chantons sous l'Occupation          | ele mesmo                             | André Halimi          |
| 1980 | Les Parents terribles               | Georges                               | Yves-André Hubert     |
| 1982 | Cher menteur (TV)                   | George Bernard Shaw                   | Alexandre Tarta       |
| 1985 | Parking                             | Hades                                 | Jacques Demy          |
| 1986 | Lien de parenté                     | Victor Blaise                         | Willy Rameau          |
| 1992 | Les Enfants du naufrageur           | Marc-Antoine                          | Jérôme Foulon         |
| 1995 | Les Misérables                      | Monseigneur Myriel                    | Claude Lelouch        |
| 1996 | Stealing Beauty                     | Monsieur Guillaume                    | Bernardo Bertolucci   |
| 1997 | Milice, film noir                   | ele mesmo                             | Alain Ferrari         |
| 1999 | Luchino Visconti                    | ele mesmo                             | Carlo Lizzani         |